# Sceloporus malachiticus
Sceloporus malachiticus (зелена колюча ігуана) — вид ігуаноподібних ящірок родини фриносомових (Phrynosomatidae). Мешкає в Центральній Америці.

## Опис

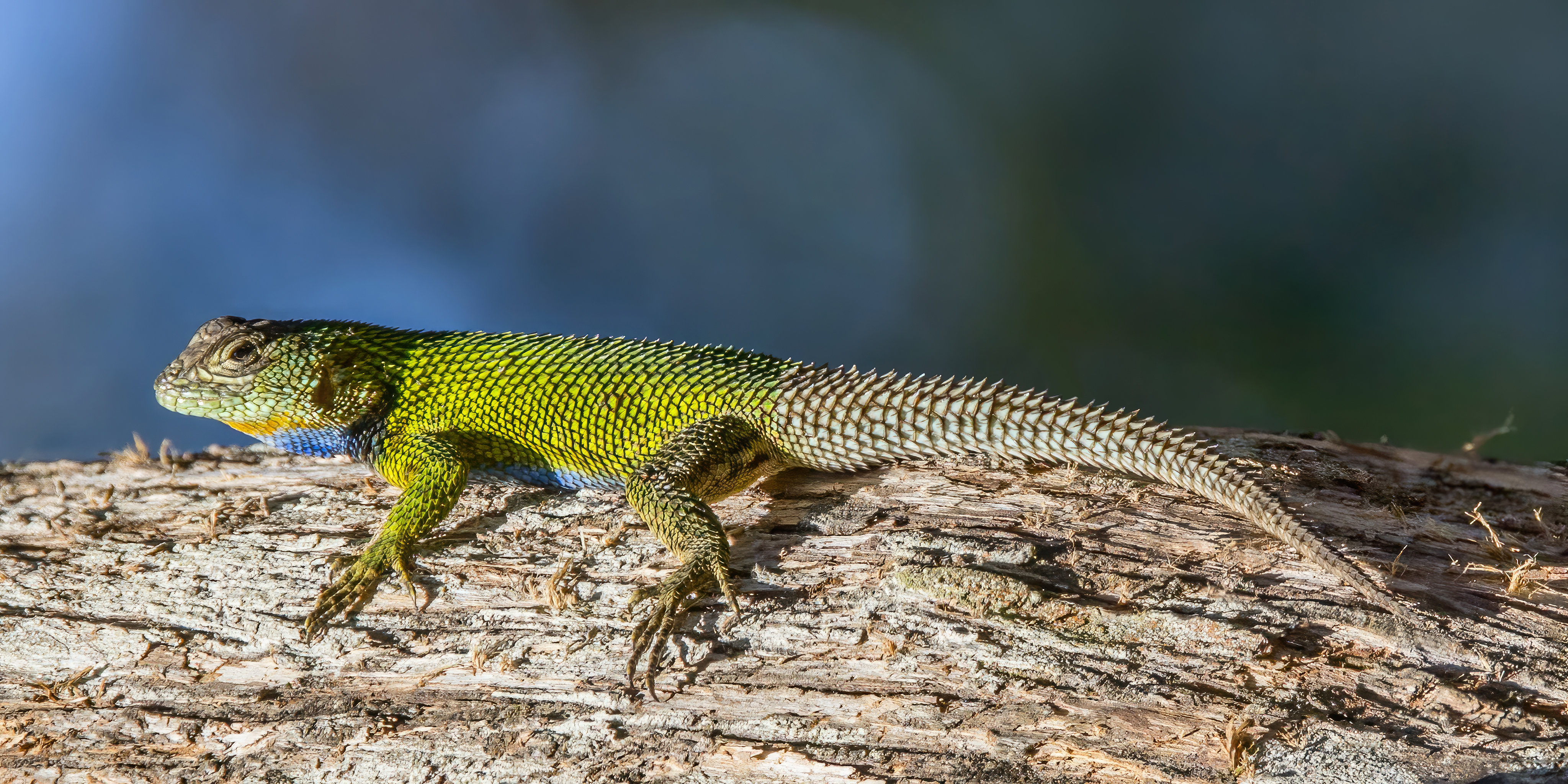
Зелена колюча ігуана

Довжина зеленої колючої ігуани (враховуючи хвіст) становить 15-20 см, самці є дещо більшими за самиць. Луски кілеподібні, що надає ящірці колючого вигляду. Самці мають яскраве, малахітово-зелене забарвлення, горло під час сезону розмноження у них темно-синє. Самиці мають набагато менш яскраве, коричнювате забарвлення. Зелені колючі ігуани можуть змінювати своє забарвлення відповідно до зміни температури повітря.

## Поширення і екологія
Зелені колючі ігуани мешкають на крайньому сході Гватемали, в Сальвадорі, Гондурасі, Нікарагуа, в Коста-Риці і Панамі. Вони живуть у вологих тропічних лісах, на пасовищах і плантаціях та в садах, на висоті від 146 до 3800 м над рівнем моря. Ведуть денний, переважно деревний спосіб життя. Живляться комахами, є яйцеживородними.